# Journey to Babel
Journey to Babel is een aflevering van de oorspronkelijke serie van Star Trek. Deze werd voor het eerst uitgezonden op 17 november 1967 op de Amerikaanse televisiezender NBC.
In deze aflevering komen de ouders van Spock aan boord van de USS Enterprise.

## Synopsis
De Enterprise vervoert een groot aantal diplomaten naar een conferentie op de planeet Babel om te onderhandelen over toetreding van het Coridan-stelsel tot de Verenigde Federatie van Planeten. Onderweg wordt een van de diplomaten vermoord en wordt de Enterprise achternagezeten door een vijandelijk schip dat mogelijk een zelfmoordmissie uit gaat voeren.